# Nicola Di Girolamo
Nicola Paolo Di Girolamo (Roma, 25 giugno 1960) è un politico italiano, senatore del Popolo della Libertà dal 2008 al 2010..

## Biografia
Orfano dall'età di tre mesi di Nicola Maria Di Girolamo, è coniugato con due figli.
Dopo la laurea in Giurisprudenza all'Università La Sapienza di Roma, esercita la professione di avvocato nel proprio studio professionale di Roma, e di revisore dei conti, e assume ruoli gestionali in diverse organizzazioni, tra le quali la Fondazione Porfiri Onlus, della quale è presidente del consiglio direttivo.

### Attività politica
In gioventù Di Girolamo fu vicino alle posizioni del MSI. 
Nelle elezioni del 2008 si candidò per il Popolo della Libertà nella Circoscrizione Estero e fu eletto con oltre 25.000 preferenze. Successivamente alle elezioni, tuttavia, il primo dei non eletti nella stessa circoscrizione, Raffaele Fantetti presentò ricorso alla Giunta delle Elezioni del Senato, sostenendo che Di Girolamo, che all'atto della candidatura aveva dichiarato risiedere in Belgio, a Etterbeek, non risiedesse fuori dall'Italia e mancasse pertanto del requisito necessario per candidarsi, in accordo alla legge Tremaglia che regola il voto degli italiani all'estero. Sul presupposto della mancanza dei requisiti per l'elezione, il giudice per le indagini preliminari del Tribunale di Roma, verificato che Di Girolamo risultava sconosciuto all'anagrafe belga e aveva dichiarato un indirizzo di residenza inesistente, chiese al Senato gli arresti domiciliari con varie accuse riconducibili a tale falsa dichiarazione.Tuttavia, il 24 giugno la Giunta per le elezioni e le immunità parlamentari e il 24 settembre successivo l'aula del Senato negarono a larga maggioranza l'autorizzazione all'arresto richiesto dalla Procura.
Sempre su sollecitazione del primo dei non eletti la Giunta delle elezioni e delle immunità parlamentari del Senato all'unanimità propose all'Assemblea di palazzo Madama di annullare l'elezione con una relazione bipartisan, ma il 29 gennaio 2009 l'Assemblea del Senato capovolse la proposta della Giunta, invitandola a riesaminare il caso e riportarlo in Assemblea solo dopo un'eventuale sentenza penale definitiva.
Nel frattempo, Di Girolamo ha fatto parte della commissione Esteri e del Comitato per le questioni degli italiani all'estero, presentando due disegni di legge sempre sul tema degli italiani residenti all'estero..
Il 1º marzo 2010, pochi giorni dopo una nuova richiesta di arresto per Di Girolamo, questa volta accusato di associazione per delinquere finalizzata al riciclaggio e al reimpiego di capitali illeciti, nonché la violazione della legge elettorale con l'aggravante mafiosa, cui seguirono le nette prese di distanza da parte dei presidenti di entrambi i rami del Parlamento, Gianfranco Fini e Renato Schifani, poco prima che l'Aula del Senato potesse esprimersi sulla richiesta di arresto e la decadenza da senatore, Di Girolamo presentò le dimissioni, che vennero accolte il 3 marzo con 259 sì, 16 no e 12 astenuti. Al suo posto subentrò il primo dei non eletti Raffaele Fantetti.

## Procedimenti giudiziari
Dopo che il Senato il 24 settembre 2009 aveva respinto la richiesta di arresti domiciliari per Di Girolamo in relazione alla falsa dichiarazione di residenza all'estero che gli aveva permiesso la candidatura alle elezioni politiche, il 23 febbraio 2010 fu richiesto per la seconda volta l'arresto del senatore nell'ambito di una inchiesta sul riciclaggio di capitali della 'Ndrangheta con le accuse di associazione per delinquere finalizzata al riciclaggio e al reimpiego di capitali illeciti, nonché la violazione della legge elettorale con l'aggravante mafiosa.
Di Girolamo era accusato di aver partecipato ad un sodalizio criminale che, tra il 2003 e il 2006, avrebbe riciclato oltre 2 miliardi di euro. Inoltre, la sua elezione nel collegio estero di Stoccarda sarebbe stata favorita da un broglio elettorale realizzato dalla famiglia Arena, della 'ndrangheta di Isola Capo Rizzuto. La 'ndrangheta avrebbe acquistato numerose schede elettorali tra gli immigrati calabresi a Stoccarda, apponendo sulle schede il voto per Di Girolamo. L'accusa si basava sulle telefonate intercettate tra il senatore e Gennaro Mokbel, un uomo legato ad Antonio D’Inzillo, considerato l'omicida del boss della Magliana Enrico De Pedis. e sulle foto che lo ritraggono in compagnia di un affiliato alla 'ndrina Arena.
Il giorno stesso della decadenza da senatore, Di Girolamo si costituì presso una caserma dei Carabinieri e fu condotto in carcere, a Rebibbia. Nel corso del processo il 17 settembre 2010 concordò con la Procura della Repubblica di Roma il patteggiamento di una pena di anni cinque di reclusione e la restituzione di 4,7 milioni di euro e fu messo ai domiciliari. 
La richiesta di patteggiamento, sebbene rigettata il 22 aprile 2011 dal Giudice dell'udienza preliminare di Roma Zaira Secchi, che riteneva la pena non congrua, il successivo 15 luglio fu accolta dal GUP Massimo Battistini, che ridusse la cifra da restituire a 4,2 milioni di euro.
Nel 2015 Di Girolamo fu inoltre condannato per bancarotta. Il suo nome compare nella lista dei Panama Papers.